# Asèpsia
L'asèpsia és la condició lliure de microorganismes, que puguin produir malalties infeccioses. El terme pot aplicar-se tant a situacions quirúrgiques com mèdiques. La pràctica de mantenir en estat asèptic una àrea, es denomina tècnica asèptica. Fou desenvolupada per Ernst von Bergmann, després dels treballs de Lister en l'antisèpsia, esterilitzant-hi no només el camp operatori, sinó els instruments, vestimentes i parts del cos dels cirurgians que estiguessin en contacte amb el pacient. L'asèpsia quirúrgica consisteix en l'esterilització completa i l'absència total de bacteris en una àrea. És de fonamental importància a la sala d'operacions. L'asèpsia mèdica és la protecció dels pacients i del personal de l'hospital contra la infecció o la reinfecció per la transferència de microorganismes patògens d'una persona a una altra.